# ریحان (فیلم)
ریحان (انگلیسی: Basil) فیلمی است که در سال ۱۹۹۸ منتشر شد. از بازیگران آن می‌توان به کریستین اسلیتر، جرد لتو، کلر فورلانی و درک جاکوبی اشاره کرد.